# Vresse-sur-Semois
Vresse-sur-Semois là một đô thị của Bỉ, tọa lạc trong tỉnh Namur. Đô thị này bao gồm các đô thị cũ Alle, Bagimont, Bohan, Chairière, Laforêt, Membre, Mouzaive, Nafraiture, Orchimont, Pussemange, Sugny và Vresse.
Về phía nam và tây, đô thị này giáp Ardennes của Pháp.